# Tut & Tone
|  | Denne artikel er oprettet af botten PalnaBot ud fra en ekstern database. Den kan derfor have sproglige fejl eller mangler. Denne skabelon kan fjernes efter kontrol af indholdet. |

Tut & Tone er en børnefilm fra 1999 instrueret af Charlotte Sieling efter manuskript af Mai Brostrøm.

## Handling
Det er en rigtig dum slutning, siger 8-årige Julie til sin mor, da hendes godnathistorie slutter. "Behøver historien om de to tanter Tut og Tone virkelig at ende så trist", tænker Julie, idet søvnen kysser hendes øjne. Pludselig finder Julie sig selv sammen med sine tanter i deres forunderlige dagligstue. Og historierne begynder at folde sig ud i det gamle hus. Julie hører den gamle historie om, hvorfor ballonskipperen Hans Peter aldrig kom til sit og Tones bryllup, og Julie beslutter sig for at gøre noget ved den triste slutning.